# Expulsión (academia)
Expulsión o exclusión en una escuela o universidad se define como la salida obligatoria definitiva de un estudiante de la institución por violar las reglas.

## La expulsión en el Reino Unido

### Sector estatal

#### Reglas asociadas con la exclusión
Si un alumno ha sido expulsado de dos escuelas cualquier escuela estatal puede legalmente negarse a admitirlo. En el caso de una escuela incluida en el estatuto de "medidas especiales" (Special measures,) puede negarse a admitir a un alumno que haya sido expulsado de una sola escuela. Como consecuencia, un alumno expulsado de dos escuelas puede resultar totalmente excluido del sistema de enseñanza estatal. Por esa razón la gran mayoría de las escuelas no consideran la expulsión a la ligera. Por ello en el sector estatal educativo del Reino Unido es raro que un alumno sea expulsado de forma definitiva. En el sistema del Reino Unido la exclusión de los alumnos se rige por la Ley de Educación de 2002, Education Act 2002. Para una visión general del tema, se puede consultar el capítulo 12 de la Guía para la Ley de Consejo Escolar.
La mencionada norma indica: 

La guía de la secretaría de estado establece que la expulsión es un paso serio. La expulsión se debe utilizar solo en respuesta a violaciones graves de la política de disciplina en la escuela y solo después de que se hayan probado sin éxito estrategias alternativas para resolver los problemas de disciplina del alumno, y se haya comprobado que permitir al alumno continuar en la escuela sería gravemente perjudicial para la educación o el bienestar de los demás alumnos y el personal, o del alumno mismo.

En la práctica un alumno puede ser objeto de expulsión permanente por un total de cinco incidentes contra el buen orden en la escuela. Los alumnos no tienen que recibir "advertencias" formales como tales. Dependiendo de lo que el alumno haya hecho puede ser expulsado permanentemente de la escuela en cuestión de minutos u horas después de su fechoría. El personal docente en una escuela puede recomendar la expulsión, pero solo el director está legalmente facultado para llevarla a cabo, facultad que no puede delegar, (excepto si el director está enfermo o de otro modo no puede realizar sus tareas, en cuyo caso otra persona asumirá sus funciones).
Al excluir a un estudiante, el director debe informar a los padres de los alumnos de la duración de la exclusión (ya sea temporal o permanente), motivo de la exclusión, y los procedimientos que los padres pueden tomar para hacer una apelación. La director también deberá informar a la Autoridad Local de Educación de las circunstancias que rodean a la exclusión permanente, a la exclusión de duración determinada superior a cinco días, y a la exclusión que resulta en que un estudiante no pueda rendir un examen público.

#### Razones de la expulsión de escuelas del Reino Unido
Un director puede expulsar a un alumno por una primera o único incidente de gravedad correspondiente. Las faltas que pueden dar lugar por sí solas a que un alumno sea excluido de forma permanente son: 
- Un acto de violencia grave, incluida la violencia o amenaza contra un miembro del personal u otro alumno.
- Posesión de un arma.
- Una ofensa sexual, incluida el abuso sexual y el asalto
- Una ofensa con agravante racial
- Una ofensa con drogas, por lo general el suministro de un medicamento controlado a otros alumnos (posesión de una pequeña cantidad de "droga blanda" como la marihuana no suele considerarse motivo suficiente para la expulsión)
- hackeo informático.

Si un estudiante tiene un historial de romper otras reglas escolares, que también podría dar lugar a la expulsión. Algunos delitos que pueden dar lugar a la expulsión cuando se repite persistentemente incluyen:
- Desafío y rebelión contra la autoridad
- Acoso escolar
- Absentismo escolar
- Robo (por segunda vez).
- Falsa alarma
- Juego de apuestas
- Plagio

Algunos directores son conscientes de que expulsar a un alumno por un acto de violencia contra otro alumno puede dar lugar a que el alumno expulsado asalte en un momento posterior a la víctima por segunda vez como represalia. Para protegerse de esta contingencia, el director puede no expulsar al alumno violento por el ataque, sino alegar que se ha producido un desafío persistente en contra de la reglas de la escuela, dado que la mayoría de los alumnos violentos infringen también a menudo las demás reglas escolares. 
Algunas personas han considerado que el uso de esta especie de contabilidad de faltas para establecer que hay un 'desafío persistente a menudo no es razonable, porque el alumno generalmente ya ha sido castigado una vez por cada acto, y la expulsión puede ser vista como un segundo castigo, establecido después de que el asunto haya quedado saldado por el primer castigo.

#### Acciones requeridas del director en el momento de la expulsión
El director debe informar a los padres de los siguientes hechos. 
- El período de la exclusión (o que es permanente)
- Las razones para la exclusión
- El hecho de que el padre puede hacer un recurso
- Cómo se puede apelar.

En los siguientes casos el director deberá informar al Local Education Authority de los hechos en los casos de los 
- Exclusiones permanentes
- Exclusiones a plazo fijo de más de cinco días (o diez horas de almuerzo) en un plazo
- Exclusiones que se traducen en la pérdida de la oportunidad de tomar un examen público.

#### Apelaciones
El alumno o sus padres pueden apelar a los gobernantes en contra de la expulsión, si esta petición a los gobernadores no consigue reintegrar al alumnos, a continuación se puede realizar un recurso ante una junta de apelaciones (que se sienta en el nombre de la Autoridad local). 

##### Petición a los gobernantes
En el sistema del Reino Unido los padres de los alumnos excluidos tienen derecho a apelar contra la exclusión a la consejo escolar. Además de los recursos de casación contra la exclusión permanente de los padres pueden recurrir contra la exclusión de duración determinada, que es más que un período de tiempo establecido en la ley (cinco días ). Se necesita un plantel de gobernantes para conocer el caso y actuar como un tribunal, el alumno y el padre puede apelar contra la expulsión ya sea alegando que el alumno excluido no fue responsable del acto por el cual se le expulsa o que el castigo es desproporcionado. El plantel no es jurídicamente capaz de expulsar a un alumno o de prorrogar de un plazo de exclusión, pero el panel se puede: 
- Convertir una exclusión permanente en una de plazo determinado,
- Reducir la duración de una exclusión de plazo determinado
- Cancelar la exclusión.

El plantel de gobernantes de la escuela (los padres y los gobernantes de personal, sin incluir el director) debe actuar no antes de seis días después de la exclusión y no más de 15 días después de la exclusión. En este panel se escucharán pruebas de la escuela que se detalla el caso de la expulsión, y los padres de los alumnos cuyo futuro está siendo considerado también pueden presentar pruebas. Las pruebas pueden ser orales, escritas, o también físicas. Por ejemplo, si un alumno se le acusa de la destrucción de una puerta, entonces la puerta rota puede ser mostrada.

##### Recurrir a la autoridad local de educación
Si el recurso a los gobernadores no da lugar a que el alumno que se le permita volver a la escuela, un nuevo llamado a un grupo de personas designadas por la autoridad de educación local puede ocurrir. La mayoría de los recursos que estos paneles de oír no están en contra de las exclusiones, pero son para la admisión de alumnos en las escuelas. Aunque el autoridad educativa local son, en teoría, la obligación de proporcionar educación a un alumno en edad escolar (menores de 11 años), en la práctica (por lo general cuando el alumno se niega el acceso a otras escuelas y/o la unidad de referencia de los alumnos ) la autoridad educativa local emplean técnicas como el nombramiento de un tutor individual para una clase a la semana.

### Sector privado
Sin embargo en el sector privado un alumno puede ser "'expulsado permanentemente'", a discreción del sirector, con el interés de la escuela por encima de los derechos e intereses de los alumnos y los padres. Este desprecio por el derecho natural fue la base de la obra "El caso Winslow", que pone en cuestión un sistema que busca proteger a su reputación a costa de la verdad en el proceso de una expulsión. Actualmente, si el asunto no es una cuestión de disciplina, al jefe se hará referencia a la expulsión como "retirada obligatoria", y "inmediata y permanente". 
Las expulsiones colectivas en el sector privado del Reino Unido se produjeron con cierta frecuencia durante la década de 1970 como medio para controlar los brotes del uso de drogas. Por ejemplo, los alumnos de Oundle School recordarán que toda la escuela se convocó a la reunión una tarde para escuchar al director, Dr. BMW Trapnell, que explicó que no solo tuvo que expulsar a casi 10 chicos por este delito. 
En el sector privado se puede expulsar a un alumno permanentemente o por el resto del curso.

## La expulsión en los Estados Unidos
En los Estados Unidos los estudiantes pueden ser expulsados de sus escuelas por varias razones. Con los problemas de seguridad que se producen actualmente en las escuelas pública, es mucho más fácil ser expulsados de las escuelas públicas ahora que en el pasado. Dependiendo de la jurisdicción de la junta escolar local, se necesitará su aprobación o no antes de que un estudiante pueda ser expulsado, o bien necesitará solo la aprobación del director. Los estudiantes no suelen ser expulsados por violaciones académicas, tales como plagio que serían punibles, en la universidad. 
Una revisión sistemática de 37 estudios, la mayoría realizados en Estados Unidos y el resto en el Reino Unido, evalúa el impacto de intervenciones en la reducción de la exclusión escolar. Las intervenciones estudiadas producen una pequeña aunque significativa reducción de la exclusión escolar durante los primeros seis meses, efecto que se diluye a largo plazo. Los cuatro tipos de intervenciones que demostraron ser más efectivas fueron: mejorar habilidades académicas, asesoramiento, tutoría, y capacitación de los maestros. Para obtener mejores conclusiones, sin embargo, se deben llevar a cabo más estudios y en otros países donde la exclusión sea común.

### Razones de la expulsión de las escuelas de EE.UU.
Los estudiantes son expulsados por los directores por varias razones. Las normas que figuran en esta lista se ajustan al nivel de educación de California. 

#### Violencia
- Poseer, vender o de alguna otra manera proporcionar un arma de fuego, cuchillo, explosivo u otro objeto peligroso.
- Causar, intentar causar o amenazar con causar agresiones físicas, lesiones mediante el empleo de armas blancas o de fuego o cualquier otro elemento o herramienta que dañe la integridad física a compañeros o miembros de la comunidad educativa. (Ya incumple en la no posesión de armas en la institución educativa).
- El uso de la fuerza o la violencia contra la persona de otra (excepto en defensa propia, pero aun así uno puede ser expulsado).
- Cometer o intentar cometer robos, hurtos o extorsiones.
- Poseer una imitación de arma de fuego.
- Hacer amenazas terroristas en contra de funcionarios de la escuela o en la escuela de propiedad.

#### Sexualidad
- Violación o algún otro asalto sexual.
- Uso de lenguaje osceno.
- Acoso sexual severo (delito sexual) o en acoso general (grados 5-12)

#### Drogas
- El consumo de drogas, posesión, suministro en el área de campus. Esto incluye ofrecer, organizar o negociar para vender. Esto incluye tabaco, alcohol, drogas, cocaína, marihuana y betel.

#### Los crímenes de odio
Causar, intentar causar, amenazar con causar, o participar en un acto de violencia de odio.

### Otros actos que no son mencionados explícitamente

#### Propiedad
- Vandalismo de cualquiera de la escuela o propiedad privada.
- Robo o bien la escuela o propiedad privada. 
  - Robar a sabiendas bienes de recepción.

#### Actos que son perjudiciales para el buen orden en la escuela
- Acoso, amenaza o intimidación a un alumno que sea una queja testigo o de otro testigo en un caso disciplinario de la escuela, o hacer una represalia contra una persona por ser un testigo en un caso disciplinario de la escuela.
- Novatadas

#### Falta de asistencia
Hay casos de expulsión por falta de asistencia reiterada, aunque no se mencione explícitamente. En el Estados Unidos los estudiantes menores de 18 (en la mayoría de los estados) cometen una falta si no asisten regularmente a la escuela y se puede acusar penalmente a los padres. Los estudiantes menores de 18 años que son expulsados son generalmente enviados a escuelas alternativas. Los estudiantes mayores de 18 años pueden ir a escuelas alternativas, pero no pueden estar matriculados en la escuela normales según las leyes de la mayoría de los estatados.

#### Rebelión persistente
- Infracciones excesivas de las reglas. Romper constantemente las reglas finalmente resulta en ser suspendido de la escuela. De nuevo, esto es un caso de desafío a la autoridad válida de supervisores, profesores u otros miembros del personal.

### Regresar a la escuela después de la expulsión
Dependiendo de la razón, algunos estudiantes tienen la oportunidad de volver a entrar en el sistema escolar después de ser expulsado. A veces el alumno puede incluso volver a la misma escuela. Sin embargo si el delito que causa la expulsión es muy peligro para los demás, entonces no se permite al estudiante volver a su antigua escuela.

## La expulsión en Nueva Zelanda
Expulsión y exclusión son términos que se usan para apartar a un estudiante de una escuela por mala conducta. La diferencia está en los menores de 16 años de edad son excluidos y los 16 años o más son expulsados, pero ambos se conocen comúnmente como expulsión. Para cualquier estudiante que se excluye, porque está bajo el mínimo de edad escolar, con la exclusión de la escuela está obligada a encontrar una escuela alternativa para el estudiante. Para los estudiantes que son expulsados, la escuela no está obligada a encontrar una escuela alternativa, ya que el estudiante está por encima de la escolarización obligatoria. 
La exclusión o expulsión no puede ser directamente realizada por el director. Debe hacerse a través de un proceso de expulsión al alumno, ya que se requiere que la junta directiva de la escuela o un comité disciplinario permanente de la Junta evalúe, si la situación es lo suficientemente grave como para justificar la exclusión o expulsión del estudiante.
Incendio provocado, acoso sexual, mala conducta sexual, y tabaquismo fueron las otras razones principales para la exclusión y expulsión grabada.